# Kerolox
Kerolox (de kerosene i LOX) és el nom comú que es dona a una combinació de combustible i oxidant utilitzada per propulsar coets. El combustible és RP-1, un derivat del petroli semblant al querosè, mentre que l'oxidant és oxigen líquid. Coets com l'Atlas, el Delta II, el Titan I, el Saturn IB i el Saturn V utilitzaven kerolox en els seus llançaments. La seva eficiència i seguretat, juntament amb un cost relativament baix, fan que els coets russos Soiuz i Angarà i els coets estatunidencs Falcon, de SpaceX, el continuïn utilitzant avui en dia. Rússia és el líder mundial en tecnologia kerolox, amb motors com l'RD-180.